# Banca di Mauritius
La Banca di Mauritius è la banca centrale dello stato africano di Mauritius. La sua missione principale è quella di garantire la stabilità e la vitalità del sistema finanziario mauriziano, nonché di salvaguardare il valore della rupia mauriziana sia a livello locale che internazionale

## Storia
La banca è stata fondata nel settembre 1967 sul modello della Banca d'Inghilterra, con l'assistenza dei funzionari di quell'istituto. Il 12 marzo 1968 Mauritius divenne indipendente dal Regno Unito. Prima della fondazione di questa banca centrale, le valute erano emesse da un Board of Commissioners of Currency. Il funzionamento della banca è disciplinato dalla legge sulla Banca di Mauritius del 1966 (modificata).
Durante il XIX secolo, tre diverse banche commerciali operarono sotto il nome di Bank of Mauritius. La prima Banca di Mauritius iniziò le operazioni nel 1813, ma presto cessò nel 1825.
La seconda Bank of Mauritius era una banca offshore britannica con due consigli di amministrazione, uno a Londra e l'altro a Port Louis. Iniziò la sua attività nel 1838, con i piantatori della colonia come clienti. Nel 1838 i piantatori fondarono la Mauritius Commercial Bank, MCB, ponendo fine al monopolio della Banca di Mauritius. La crisi finanziaria del 1848 a Londra provocò un calo del prezzo dello zucchero e perdite per le due banche mauriziane. La Bank of Mauritius cessò le sue attività nel 1848, ma la MCB continuò fino ai giorni nostri.
Gli investitori locali fondarono la terza Banca di Mauritius nel 1894 in seguito alla chiusura della New Oriental Bank Corporation. Nel 1911 la banca aprì una filiale alle Seychelles, che faceva ancora parte di Mauritius. Ma nel 1916 la Mercantile Bank of India (Est. 1893) acquistò la banca. HSBC a sua volta acquisì la Mercantile Bank of India nel 1959. Di conseguenza, HSBC è la banca più antica dell'isola.